# Virginia 500 1957
Virginia 500 1957 var ett stockcarlopp ingående i Nascar Grand National Series (nuvarande Nascar Cup Series) som kördes 19 maj 1957 på den 0,5 mile (804,672 meter) långa ovalbanan Martinsville Speedway i Ridgeway söder om Martinsville i Virginia. Totalt avverkades 220,5 miles (354,860 km) fördelat på 441 varv. Ursprungligen skulle sträcken 250 miles (402.336 km) fördelat på 500 varv körts men loppet kortades på grund av en olycka. Banunderlaget var asfalt på rakorna och betong i kurvorna. Loppet vanns av Buck Baker i en Chevrolet på tiden 3:50.49 körande för Hugh Babb. Bakers snitthastighet var 57,318  mph. Prispotten uppgick till 12 240 dollar, varav 3 170 dollar gick till segraren.

## Resultat
| Plc     | Nr  | Förare           | Team/ bilägare       | Konstruktör | Start | Varv | Ledda varv |
| ------- | --- | ---------------- | -------------------- | ----------- | ----- | ---- | ---------- |
| 1       | 87  | Buck Baker       | Hugh Babb            | Chevrolet   | 14    | 441  | 113        |
| 2       | 99  | Curtis Turner    | DePaolo Engineering  | Ford        | 10    | 441  | 0          |
| 3       | 50  | Tom Pistone      | Hugh Babb            | Chevrolet   | 4     | 441  | 0          |
| 4       | 14  | Billy Myers      | Stroppe Motorsports  | Mercury     | 6     | 441  | 201        |
| 5       | 42  | Lee Petty        | Petty Enterprises    | Oldsmobile  | 8     | 440  | 0          |
| 6       | 47  | Jack Smith       | Hugh Babb            | Chevrolet   | 12    | 436  | 0          |
| 7       | 3   | Paul Goldsmith   | Smokey Yunick Racing | Ford        | 1     | 432  | 54         |
| 8       | 98  | Marvin Panch     | DePaolo Engineering  | Ford        | 5     | 431  | 0          |
| 9       | 22  | Fireball Roberts | DePaolo Engineering  | Ford        | 7     | 427  | 0          |
| 10      | 17  | Jim Paschal      | Stroppe Motorsports  | Mercury     | 23    | 416  | 0          |
| 11      | 46  | Speedy Thompson  | Hugh Babb            | Chevrolet   | 2     | 409  | 0          |
| 12      | 32  | Brownie King     | Jess Potter          | Chevrolet   | 16    | 404  | 0          |
| 13      | 188 | Ralph Earnhardt  | Petty Enterprises    | Oldsmobile  | 9     | 391  | 0          |
| 14      | 74  | L.D. Austin      | L.D. Austin          | Chevrolet   | 19    | 391  | 0          |
| 15      | 76  | George Green     | Lonnie Fish          | Chevrolet   | 18    | 388  | 0          |
| 16      | 64  | Johnny Allen     | Spook Crawford       | Plymouth    | 11    | 377  | 0          |
| 17      | 71  | Bill Bowman      | Bill Bowman          | Chevrolet   | 24    | 363  | 0          |
| 18      | 24  | Barney Oldfield  | Rat Garner           | Ford        | 22    | 356  | 0          |
| 19      | 94  | Clarence DeZalia | Clarence DeZalia     | Ford        | 20    | 351  | 0          |
| 20      | 55  | Tiny Lund        | A.L. Bumgarner       | Pontiac     | 3     | 281  | 73         |
| 21      | 29  | Russ Hepler      | Howard Coulter       | Pontiac     | 13    | 270  | 0          |
| 22      | 6   | Cotton Owens     | Nichels Engineering  | Pontiac     | 15    | 211  | 0          |
| 23      | 28  | Eddie Skinner    | Eddie Skinner        | Ford        | 21    | 146  | 0          |
| 24      | 421 | T.A. Toomes      | C.M. Julian          | Dodge       | 17    | 121  | 0          |
| Källor: |     |                  |                      |             |       |      |            |